# Filchnerella qilianshanensis
Filchnerella qilianshanensis är en insektsart som beskrevs av Xi, G. och Z. Zheng 1984. Filchnerella qilianshanensis ingår i släktet Filchnerella och familjen Pamphagidae. Inga underarter finns listade i Catalogue of Life.